# George Child-Villiers (visconte di Villiers)
George Henry Child-Villiers (29 agosto 1948 – 19 marzo 1998) è stato un nobile inglese.
Fu il primo figlio di George Child-Villiers, IX conte di Jersey. Era un membro della famiglia Villiers, nonché Visconte di Villiers, titolo che mantenne fino alla morte per infarto nel 1998. 

## Vita privata
Si è sposato il 22 dicembre 1969 ( divorziando nel 1973 ) con Verna P. Stott, figlia di Kenneth A. Stott, che sposò in seconde nozze nel 1973 Sir Jeremy James Hanley , KCMG , PC . Hanno avuto una figlia.
- Lady Sophia Georgiana Child-Villiers (25 giugno 1971)

Sposò in seconde nozze il 9 gennaio 1974 ( divorziando nel 1988 ) Sacha Jane Hooper Lauder, nata Valpy (nota ora come la signora Sacha Hubbard), da cui ha avuto un figlio e due figlie:
- William Child-Villiers, X conte di Jersey ( nato il 5 febbraio 1976 ); ha sposato Marianne De Guelle il 16 agosto 2003,da cui ha avuto tre figli.
- Lady Helen Katherine Luisa Child-Villiers (21 ottobre 1978)
- Lady Luciana Dorothea Sacha Shaw ( nata Child -Villiers ) (23 luglio 1981), sposò Robert Shaw il 13 settembre 2014

Si è sposato infine nel 1992, Stephanie Louisa Penman (che dopo la sua morte si è sposato con Martin Morley nel 1998, da cui ha divorziato nell'aprile 1999) da cui ha avuto un figlio:
- On. Jamie Charles Child-Villiers (31 maggio 1994)

## Ascendenza
|                                             |   |                                        | Genitori                        |  |  | Nonni |  |  | Bisnonni                                   |  |  | Trisnonni                                 |  |
|                                             |   |                                        |                                 |  |  |       |  |  | Victor Child Villiers, VII conte di Jersey |  |  | George Child Villiers, VI conte di Jersey |  |
|                                             |   |                                        |                                 |  |  |       |  |  | Victor Child Villiers, VII conte di Jersey |  |  | George Child Villiers, VI conte di Jersey |  |
|                                             |   | Julia Peel                             |                                 |  |  |       |  |  | Victor Child Villiers, VII conte di Jersey |  |  |                                           |  |
| George Child-Villiers, VIII conte di Jersey |   |                                        |                                 |  |  |       |  |  | Victor Child Villiers, VII conte di Jersey |  |  |                                           |  |
|                                             |   | Margaret Elizabeth Leigh               | William Leigh, II barone Leigh  |  |  |       |  |  |                                            |  |  |                                           |  |
|                                             |   | Margaret Elizabeth Leigh               | William Leigh, II barone Leigh  |  |  |       |  |  |                                            |  |  |                                           |  |
|                                             |   | Margaret Elizabeth Leigh               | Caroline Grosvenor              |  |  |       |  |  |                                            |  |  |                                           |  |
| George Child-Villiers, IX conte di Jersey   |   | Margaret Elizabeth Leigh               |                                 |  |  |       |  |  |                                            |  |  |                                           |  |
|                                             |   | Francis Needham, III conte di Kilmorey | Francis Needham, visconte Newry |  |  |       |  |  |                                            |  |  |                                           |  |
|                                             |   | Francis Needham, III conte di Kilmorey | Francis Needham, visconte Newry |  |  |       |  |  |                                            |  |  |                                           |  |
|                                             |   | Francis Needham, III conte di Kilmorey | Anne Amelia Colville            |  |  |       |  |  |                                            |  |  |                                           |  |
| Cynthia Needham                             |   | Francis Needham, III conte di Kilmorey |                                 |  |  |       |  |  |                                            |  |  |                                           |  |
|                                             |   | Ellen Constance Baldock                | Edward Holmes Baldock           |  |  |       |  |  |                                            |  |  |                                           |  |
|                                             |   | Ellen Constance Baldock                | Edward Holmes Baldock           |  |  |       |  |  |                                            |  |  |                                           |  |
|                                             |   | Ellen Constance Baldock                | Elizabeth Mary Corbet           |  |  |       |  |  |                                            |  |  |                                           |  |
| George Child-Villiers, visconte di Villiers |   | Ellen Constance Baldock                |                                 |  |  |       |  |  |                                            |  |  |                                           |  |
|                                             | … | …                                      |                                 |  |  |       |  |  |                                            |  |  |                                           |  |
|                                             | … | …                                      |                                 |  |  |       |  |  |                                            |  |  |                                           |  |
|                                             | … | …                                      |                                 |  |  |       |  |  |                                            |  |  |                                           |  |
| Enrico Mottironi                            | … |                                        |                                 |  |  |       |  |  |                                            |  |  |                                           |  |
|                                             |   | …                                      | …                               |  |  |       |  |  |                                            |  |  |                                           |  |
|                                             |   | …                                      | …                               |  |  |       |  |  |                                            |  |  |                                           |  |
|                                             |   | …                                      | …                               |  |  |       |  |  |                                            |  |  |                                           |  |
| Bianca Mottironi                            |   | …                                      |                                 |  |  |       |  |  |                                            |  |  |                                           |  |
|                                             |   | …                                      | …                               |  |  |       |  |  |                                            |  |  |                                           |  |
|                                             |   | …                                      | …                               |  |  |       |  |  |                                            |  |  |                                           |  |
|                                             |   | …                                      | …                               |  |  |       |  |  |                                            |  |  |                                           |  |
| …                                           |   | …                                      |                                 |  |  |       |  |  |                                            |  |  |                                           |  |
|                                             |   | …                                      | …                               |  |  |       |  |  |                                            |  |  |                                           |  |
|                                             |   | …                                      | …                               |  |  |       |  |  |                                            |  |  |                                           |  |
|                                             |   | …                                      | …                               |  |  |       |  |  |                                            |  |  |                                           |  |
|                                             |   | …                                      |                                 |  |  |       |  |  |                                            |  |  |                                           |  |